# 国际植物新品种保护联盟
国际植物新品种保护联盟（英語：International Union For The Protection Of New Varieties Of Plants - UPOV）是总部位于瑞士日内瓦的政府间国际组织。UPOV依据1961年国际植物新品种保护公约成立，使命是提供促进有效的植物品种保护体系，以鼓励发展植物新品种，并造福社会。截至2020年4月28日，联盟共有76个成员，20个国家和1个政府间国际组织（非洲知识产权组织）已启动加入UPOV公约的程序，另外有23个国家和1个政府间国际组织（南部非洲发展共同体）与联盟办公室建立了联系。

## 国际植物新品种保护公约
国际植物新品种保护公约，简称UPOV公约，是1961年通过的公约，先后经1972年、1978年、1991年三次修订。公约通过保护植物新品种育种者的知识产权（育种者权利）来为UPOV成员提供鼓励植物育种的基础。

### 保护条件
公约规定当品种符合下列条件时，将授予育种者权利：
1. 新颖性：在育种者权利申请书提交之日，该品种的繁殖或收获材料尚未因利用该品种之目的被育种者本人或经其同意出售或转让他人，则应被认为具有新颖性；
2. 特异性：在申请书登记之时显然有别于已知的任何其他品种应被认为具有特异性；
3. 一致性：从其繁殖的特点预期可能出现变异的情况下，其有关特性表现足够的整齐一致，则该品种应被认为具有一致性；
4. 稳定性：经过反复繁殖其有关特性保持不变，或者在特定繁殖周期的每个周期末尾其有关特性保持不变，则该品种应被认为具有稳定性。

## UPOV机构
UPOV常设机构为理事会和联盟办公室。

### 理事会

#### 组成和官员
理事会由联盟成员的代表组成。国家身份的成员有一票表决权，政府间组织身份的缔约方在讨论其权限以内的事项时，可作为其成员的本联盟成员国代表行使表决权，当这类组织的成员国自行行使其表决权时，这类组织不应行使其成员国的表决权，反之亦然。
每个联盟成员指派一名代表和一名候补代表参加理事会，代表或候补代表可配有助手或顾问。
理事会从成员中选举一名理事长和一名第一副理事长，还可选若干名副理事长。理事长不能主持工作时，由第一副理事长代理，理事长任期三年。

#### 理事会会议
理事会会议由理事长召集，例行会议每年一次。此外，理事长可自行决定召集会议；如有三分之一会员提出要求，理事长应在三个月内召开理事会议。

#### 观察员
非联盟成员国可应邀以观察员身份参加理事会议，其他观察员和有关专家也可应邀参加这类会议。

#### 任务
理事会任务如下：
1. 研究适当措施，保障本联盟利益和促进本联盟发展；
2. 制定议事规则；
3. 任命秘书长，必要时还可任命一名副秘书长，决定二者的任期；
4. 审核本联盟工作年度报告，制定今后工作计划；
5. 向秘书长下达一切完成本联盟任务的必要指令；
6. 制定本联盟行政和财务规则；
7. 审查和批准本联盟预算，确定各联盟成员国应交纳的会费数额；
8. 审批秘书长呈交的帐目；
9. 确定召开第三十八条所规定的大会会期和会址，采取各种必要措施做好筹备工作；
10. 以各种方式，作出一切必要决议，确保本联盟发挥其有效作用。

### 联盟办公室
联盟办公室应执行理事会委托的全部职责和任务，并在秘书长的指导下进行工作。秘书长应向理事会负责。